# The Scabs
The Scabs is een Belgische rockband, die aanvankelijk bestond uit Guy Swinnen (zang, gitaar), Berre Bergen (bas), Francis Vangeel (gitaar) en Frankie Saenen (drums).

## Geschiedenis
The Scabs ontstonden in 1979 in Diest. In hun beginperiode werden ze vergeleken met The Clash. Al snel, in 1983, stonden ze op het Torhout-Werchter-festival.
In 1983 werd Francis Vangeel vervangen door Mark Lakke Vanbinst, die The Scabs in 1985 verliet voor La Fille d'Ernest. In zijn plaats kwam Willy Willy, die daarvoor het succesvolle Vaya Con Dios verliet en waardoor de groep een nieuwe richting insloeg. In 1989 kwam Fons Sijmons Berre Bergen vervangen die de overstap maakte naar De Kreuners. De albums Royalty in Exile (1990), met hun bekendste nummer Hard Times, en Jumping the tracks (1991) zijn van hoog niveau.
In 1994 werd Willy Willy vervangen door Tjenne Berghmans (Betty Goes Green, Clouseau). In 1996 werd de band ontbonden.
The Scabs vierden hun 25-jarig bestaan in 2007 met drie reünieconcerten in de Ancienne Belgique in Brussel. Tijdens de optredens speelden ze het album Royalty in Exile integraal, in de bezetting die dat album maakte (dus met Willy Willy, zonder Tjenne Berghmans). Op 7 juni 2008 speelden The Scabs op het festival TW Classic. In de zomer van 2009 speelden The Scabs op een aantal Belgische festivals waaronder Lokerse Feesten en Suikerrock. Op 19 oktober 2009 was op Canvas een documentaire over de band te zien in het programma Belpop.
Op 18 juli 2013 overleed in Gent bassist Fons Sijmons ten gevolge van longkanker en de ziekte van Korsakov.
Op 13 februari 2019 overleed gitarist Willy Willy aan de gevolgen van kanker.
Op de Music Industry Awards, twee dagen voor hij stierf, ontving de band een Lifetime Achievement Award. Zonder Willy lijkt het voor The Scabs zeer moeilijk om door te gaan en zullen ze misschien stoppen na hun tour "40 years the scabs". Het was de wens van Willy dat ze de tour toch zouden afmaken.

## Ways of a Wild Heart
In 2015 brachten The Scabs dan "Ways of a Wild Heart" uit, 20 jaar na hun laatste studioplaat. De band is in 2015 ook weer op tournee gegaan. Live worden Guy Swinnen, Willy Willy en Frankie Saenen bijgestaan door Geert Schurmans op bas, Wim Van Deuren op toetsen en The Scabettes (Kiu Jerome en Marie-Ange Teuwen) op zang.

## Naam
De naam van de band komt van het Engelse woord "scab" dat "stakingsbreker" betekent. Deze naam werd door Guy Swinnen gekozen na het zien van een reportage op de BBC over de mijnstakingen in Engeland. Op een bepaald moment reed er een wit busje door de stakende menigte en riep die menigte: "scab! scab! scab!".
De letterlijke betekenis van het woord 'Scab' is een korst op een wonde.

## Discografie

### Albums
- Here's to you, Gang (1983)
- For all the wolf calls (1984)
- Rockery (1986)
- Skintight (1988)
- Gangbang + Rockery (1989)
- Royalty in Exile (1990)
- Jumping the tracks (1991)
- Inbetweenies (1993)
- Dog days are over (1993)
- Live Dog (1994)
- Sunset over Wasteland (1995)
- The Singles (2010) (compilatie)
- Ways of a Wild Heart (2015)

### Bandleden
- Guy Swinnen: zang, gitaar (1981-1996, 2007-heden)
- Franky Saenen: drums (1981-1996, 2007-heden)
- Willy Willy: gitaar (1985-1996, 2007-2019†)
- David Piedfort: gitaar (2017-heden)
- Geert Schurmans: bas (2010-heden)
- Patrick Cuyvers: keyboards (2018-heden)
- Jolien Thijs: zang (2018-heden)
- Kiu Jerome: zang (2015-heden)
- Marie-Ange Teuwen: zang (2015-heden)

### Timeline
| Album met hitnotering(en) in de Vlaamse Ultratop 200 albums | Datum van verschijnen | Datum van binnenkomst | Hoogste positie | Aantal weken | Opmerkingen   |
| ----------------------------------------------------------- | --------------------- | --------------------- | --------------- | ------------ | ------------- |
| Sunset over Wasteland                                       | 1995                  | 23-09-1995            | 12              | 6            |               |
| Hard to forget - A compilation of the finest tracks         | 1996                  | 14-12-1996            | 38              | 11           |               |
| Royalty in exile                                            | 2007                  | 15-09-2007            | 31              | 5            |               |
| The singles                                                 | 2010                  | 20-11-2010            | 45              | 9            | Verzamelalbum |
| Ways of a wild heart                                        | 2015                  | 07-02-2015            | 1(1wk)          | 14*          |               |

### Singles
| Single met hitnotering(en) in de Vlaamse Ultratop 50 | Datum van verschijnen | Datum van binnenkomst | Hoogste positie | Aantal weken | Opmerkingen |
| ---------------------------------------------------- | --------------------- | --------------------- | --------------- | ------------ | ----------- |
| Matchbox Car                                         | 1983                  |                       |                 |              |             |
| Crystal Eyes                                         | 1987                  |                       |                 |              |             |
| Stay                                                 | 1988                  |                       |                 |              |             |
| Hard Times                                           | 1990                  | 19-05-1990            | 33              | 1            |             |
| Time                                                 | 1990                  | -                     | -               | -            |             |
| Don't You Know                                       | 1991                  | 16-11-1991            | 25              | 3            |             |
| Robbin' the Liquor Store                             | 1992                  | -                     | -               | -            |             |
| Nothing On My Radio                                  | 1992                  | 11-07-1992            | 32              | 2            |             |
| Can't Call Me Yours                                  | 1993                  | -                     | -               | -            |             |
| She's Jivin'                                         | 1993                  | 07-08-1993            | 19              | 4            |             |
| The Party's Over                                     | 1993                  | 06-11-1993            | 33              | 1            |             |

## Filmografie
- Aardwolf (1984), regie: Rob Van Eyck
- Istanbul (1985), regie: Marc Didden

## Meer informatie
- Officiële website
- SMEETS, Jo, "Dirty Years of Rock 'n' Roll", Uitgeverij Ludion, 2010.
- "Jo Smeets over Scabs biografie: dit is een biecht", limbolink.hbvl.be (pagina niet meer beschikbaar)